# Željko Joksimović

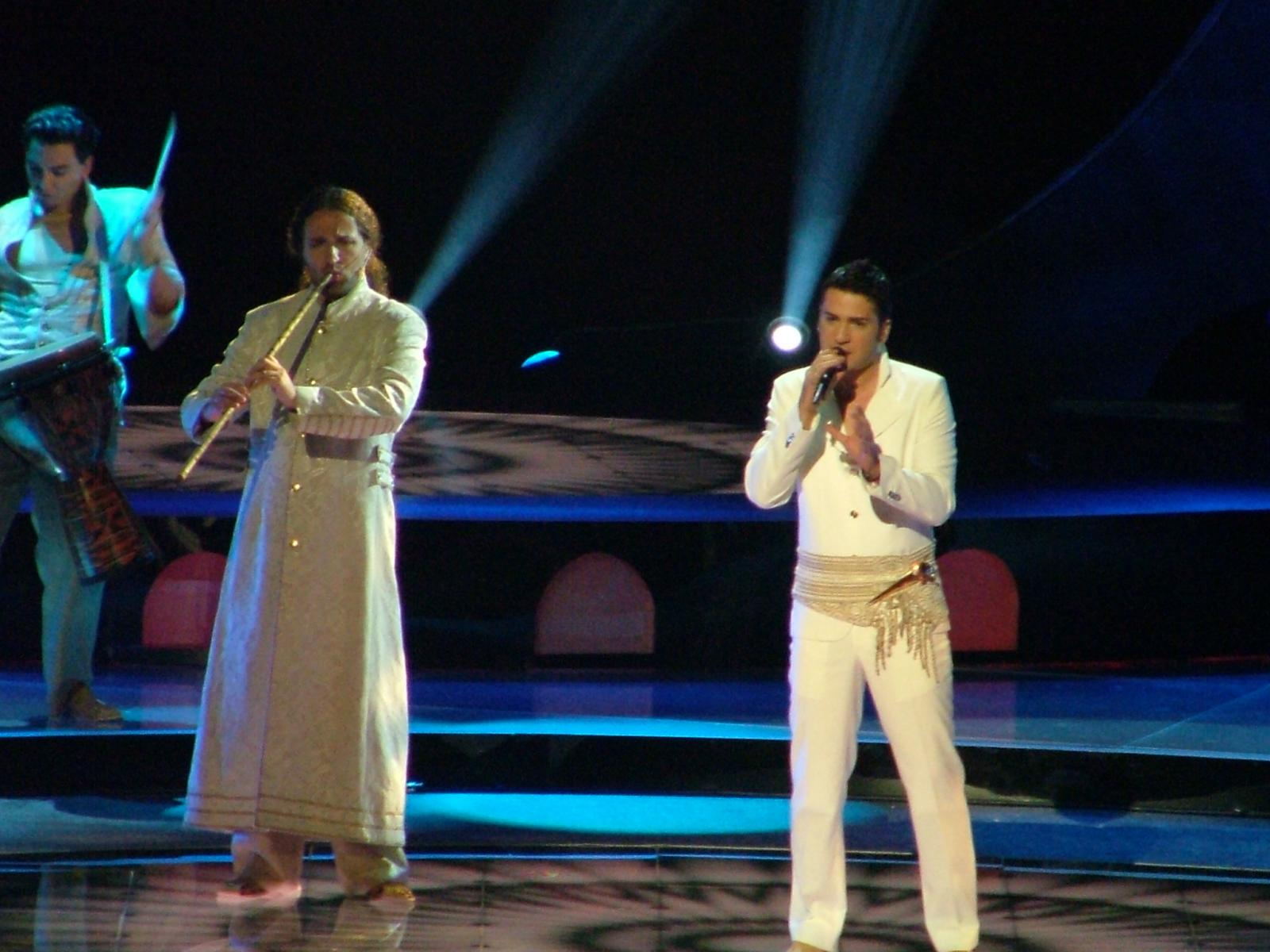
Željko Joksimović na Eurovision Song Contest 2004 s písní „Lane Moje“

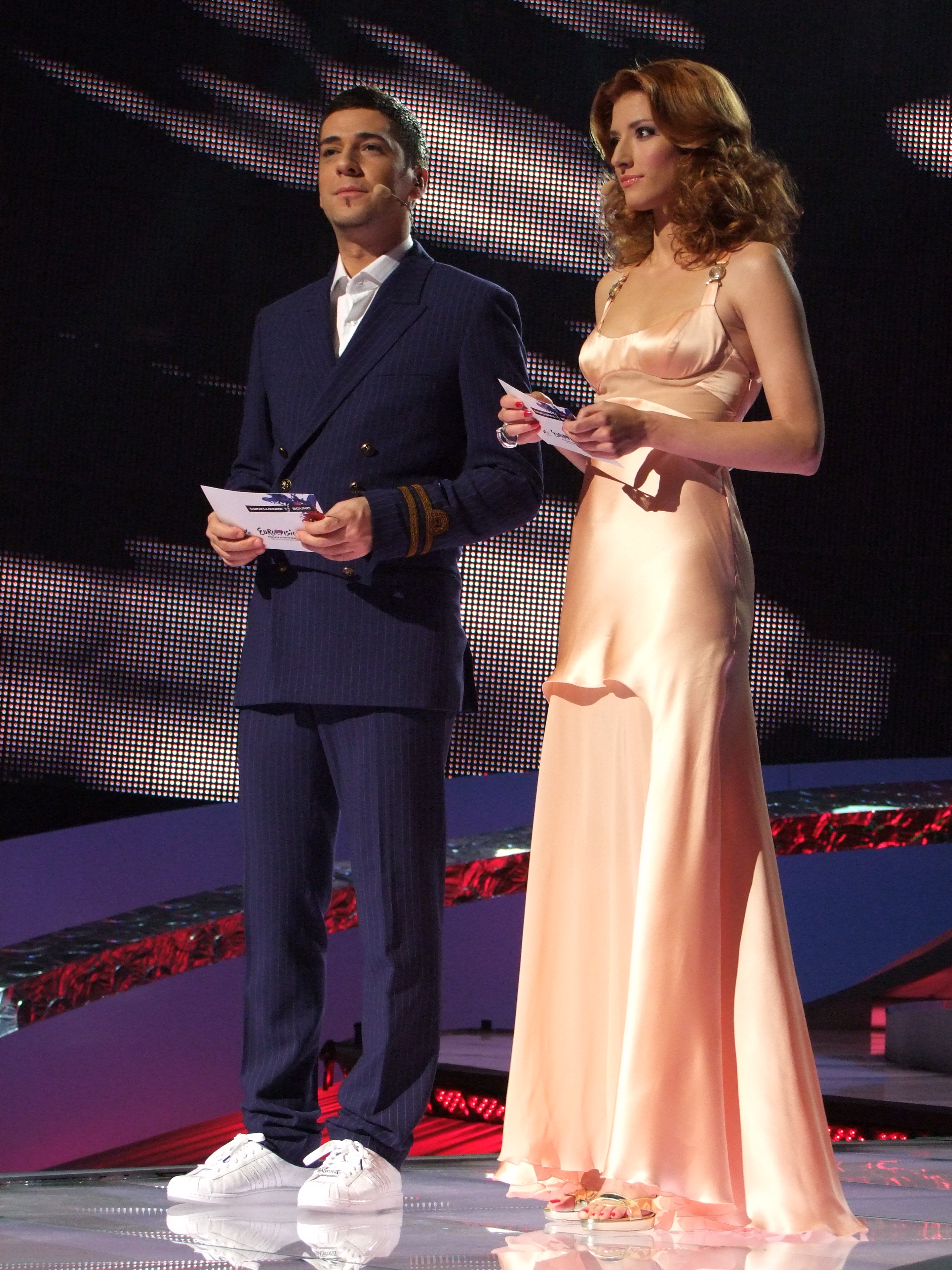
Željko Joksimović a Jovana Janković během 1. semifinále Eurovision Song Contest 2008 v Bělehradě

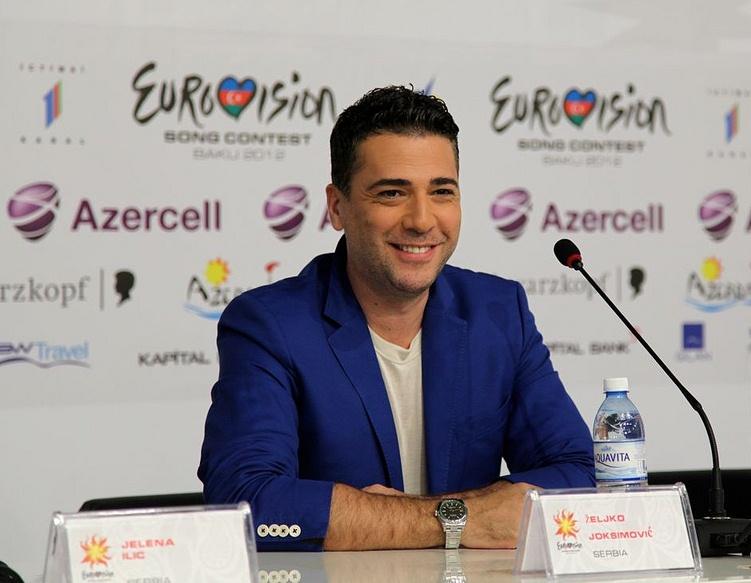
Željko Joksimović v Baku

Željko Joksimović (srbskou cyrilicí Жељко Јоксимовић [ʒěːʎko jôksimoʋitɕ]IPA; * 20. dubna 1972 Bělehrad, SR Srbsko, Socialistická federativní republika Jugoslávie) je srbský zpěvák, skladatel, hudebník a producent.

## Kariéra

### Mládí a začátky
Željko Joksimović se narodil 20. dubna 1972 v Bělehradě a vyrostl ve městě Valjevo. Jeho první mezinárodní úspěch přišel ve věku 12 let, když vyhrál titul První akordeon Evropy na prestižním hudebním festivale v Paříži.
Vystudoval hudební univerzitu v Bělehradě a svou profesionální hudební kariéru zahájil v roce 1997. V roce 1998 vyhrál s písní „Pesma Sirena“ (Песма Сирена) hudební festival Pjesma Mediterana, což mu dalo příležitost hrát na prestižních festivalech v Bělorusku. Ve Vitebsku na festivale Slavjanskij bazar vyhrál ocenění Grand-Prix a také vyhrál festival v Mohylevu.

### 1999–2004: Amajlija, Rintam, 111
V roce 1999 podepsal kontrakt s nahrávací společností City Records, která je ve vlastnictví soukromé srbské televizní stanice RTV Pink. Mladý zpěvák se prosazoval poté jako lidový a popový umělec.
Jeho debutové studiové album s názvem Amajlija (Амајлија) obsahovalo i píseň „Pesma Sirena“ a sedm dalších stop. Další velký úspěch přišel se singlem „Telo vreteno“ (Тело вретено), který napsal spolu s Draganem Brajićem. Píseň se rychle v srbských popových hitparádách stala hitem #1 a byla také velmi populární v ostatních zemích bývalé Jugoslávie.
V roce 2000 vydal své druhé studiové album Rintam (Ринтам), nebo také Vreteno (Вретено), který pojmenoval podle písně na albu. Ostatní skladby na albu jsou „Vreteno“ (Вретено), „Balada“ (Балада), „Gadura“ (Гадура) a duet s Harisem Dzinovićem „Sta će meni vise od toga“ (Шта ће мени више од тога). Na albu jsou i 3 videoklipy.
V roce 2002 vydal další album 111, které se také stalo hitem #1 v hitparádách Srbska a dalších zemí regionu. Některé písně z písní jsou „Varnice“ (Варнице), „Zaboravljas“ (Заборављас) a „Karavan“ (Караван).
V roce 2003 napsal píseň „Čija Si“ (Чија Си) pro makedonského zpěváka Toše Proeskiho, se kterou zvítězil v národním kole Beovizija 2003 (Беовизија).

### Eurovision Song Contest 2004
V roce 2004 poprvé poslalo Srbsko a Černá Hora reprezentanta na Eurovision Song Contest, kdy se o jejich zástupci rozhodlo prostřednictvím národního kola Evropesma 2004. Željko Joksimović národní kolo vyhrál s písní „Lane Moje“, kterou složil spolu s textařkou Leontinou Vukomanović. V semifinále se umístil na 1. místě a ve finále skončil na druhém místě za ukrajinskou zpěvačkou Ruslanou.
Díky svému výkonu dostal ocenění The Marcel Bezencon Press award, která se uděluje nejlepšímu skladateli. Píseň byla nejprodávanějším singlem v Srbsku a Černé Hoře.

### 2004–2008: IV, Platinum Collection
Po úspěchu na Eurovision Song Contest založil nahrávací společnost Minacord a od té doby pracuje a komponuje ve svém vlastním studiu. Následně vydal singl „Ledja o Ledja“ (Леђа о Леђа), čímž si získal velkou popularitu v zemích, kde obvykle vystupuje.
V roce 2005 složil píseň pro národní kolo Srbska a Černé Hory nazvané Beovizija. Jelena Tomašević se s baladou „Jutro“ (Јутро, česky Ráno) umístila na 2. místě. V říjnu 2005 vystoupil v duetu s rakouským zpěvákem Tameem Harrisonem, který napsal sám. Píseň nesla název „I Live my Life For You“ a zaznamenala úspěch po celé Evropě.
V této době napsal ve spolupráci s Cobra production hudbu k filmu Ivkova slava (Ивкова слава, 2006). Ve stejném roce vydal své čtvrté studiové album IV, jinak nazvané Ima nešto u tom što me nećes (Има нешто у том што ме нећеш). Na albu jsou popové balady s některými srbskými etnickými prvky lidové hudby. Alba se prodalo více než 800 000 kopií po celé bývalé Jugoslávii.
V roce 2006 složil skladbu „Lejla“ (Лејла). S písní reprezentovala skupina Hari Mata Hari Bosnu a Hercegovinu na Eurovision Song Contest 2006, kde se umístili na 3. místě, čímž se zasloužili o nejlepší výsledek Bosny a Hercegoviny na soutěži. Také vyhrál prestižní ocenění pro nejlepšího skladatele COMPOSERAWARD 2006.
V roce 2007 vydal jeho druhou kompilaci největších hitů s názvem Platinum Collection, kde se objevily dva nové singly „Devojka“ (Девојка) a „Nije do mene“ (Није до мене). Také složil hudbu k seriálu Ranjeni Orao a Ono nase sto nekad bejase.
Ve stejný rok zakoncertoval před 18 000 lidmi, kdy zpíval všechny své hity v Bělehradské Aréně a vydal je na DVD s názvem Koncert Beogradska Arena.

### 2008–2011: Hostování Eurovize 2008, Ljubavi
Na počátku roku 2008 složil píseň, se kterou Jelena Tomašević vyhrála v srbském národním kole Beovizija 2008 (Беовизија 2008) a nesla název „Oro“. Píseň je lidová balada s tradičními srbskými lidovými prvky. Vzhledem k tomu, že Eurovision Song Contest 2007 vyhrálo Srbsko, soutěž se v tomto roce konala v srbském Bělehradě. Píseň se ve finále umístila na 6. místě mezi 25 zeměmi.
Po roční hudební pauze vydal své páté studiové album s názvem Ljubavi (2009) pod produkcí Minacord a City Records. „Ljubavi“ je název z pilotního singlu alba. Singl zaznamenal velký úspěch v Srbsku a sousedních zemích. Na začátku roku 2010 vydal druhý singl z alba s názvem „Žena Za Sva Vremena“.
Dne 12. června 2010 vystoupil na stadioně Asima Ferhatoviće v Sarajevu, Bosně a Hercegovině s objemem 37 500 osob.

### 2011–současnost: Eurovision Song Contest 2012 a svatba s Jovanou
V roce 2012 reprezentoval Srbsko na Eurovision Song Contest 2012 v ázerbájdžánském Baku. Píseň nesla jméno „Nije ljubav stvar“ (Није љубав ствар) a hudbu si složil sám. Autory textu jsou Marina Tucaković a Miloš Roganović. Anglická verze písně nese název „Synonym“ a je od Ljiljy Jorgovanović. Píseň zaznamenala velký úspěch a umístila se na 3. místě.
V lednu 2012 se zasnoubil s Jovanou Joksimović na Maledivách. V roce 2013 oznámili, že čekají své první dítě. Dne 10. dubna 2014 Jovana Joksimović porodila syna, Kostu Joksimoviće.